# Henk van der Haar
Henk van der Haar (Langbroek, 1950) is een Nederlands kunstenaar.
Van der Haar studeerde, net als zijn jongere broer Anco van der Haar, aan de Academie voor Beeldende Kunsten in Utrecht. Hij kreeg daar les van onder anderen graficus Gerard van Rooy.
De gebroeders maakten in de latere jaren van het gezelschap deel uit van grafisch gezelschap De Luis. Op 1 april 1991 richtten ze samen met Gerard van Rooy en Gert de Rijk het keramisch samenwerkingsverband Z4 op.
Van der Haar maakt schilderijen en grafiek. Hij schrijft ook scenario's voor films en documentaires: Dag Jan (1992), Gevangen op Java (1995), Wargames (1997), Taming the Floods (2000), Angstzweet (2004) en Utrecht aan zee (2005).